# Gries am Brenner
Gries am Brenner ist eine Gemeinde und ein Dorf im Bezirk Innsbruck-Land, im Bundesland Tirol in Österreich. Die Gemeinde liegt im Gerichtsbezirk Innsbruck.

## Geographie
Die Grenzgemeinde zu Südtirol (Italien) liegt am Brennerpass im Nordtiroler Teil des Wipptals. Der Ort bildet ein Haufendorf, das von weiteren Weilern und einzelnen Höfen umgeben ist. Der südlich gelegene Ortsteil Lueg war im Mittelalter eine Zollstelle.
Die größten Gewässer sind die Sill und der Obernberger Seebach. Der tiefste Punkt der Gemeinde liegt im Norden an der Sill bei 1120 Meter. Die höchsten Berge liegen in den Zillertaler Alpen an der Grenze zu Italien mit dem Kreuzjoch (2242 m), Wolfendorn (2774 m) und dem Kraxentrager (2999 m).
Die Gemeinde hat eine Fläche von 55,58 Quadratkilometer. Davon sind 10 Prozent landwirtschaftliche Nutzfläche, 24 Prozent Almen, 44 Prozent Wald und 20 Prozent hochalpines Gelände.

### Gemeindegliederung
Die Ortsteile sind:
- Planken
- Untergries
- Obergries
- Ritten
- Lueg
- Brennersee
- Venn
- Brenner(pass)
- Neder
- Plattl
- Hölden
- Vinaders
- Au
- Gasse
- Egg
- Nößlach

### Nachbargemeinden
| Trins                | Steinach am Brenner                         |                    |
| Obernberg am Brenner | Kompassrose, die auf Nachbargemeinden zeigt | Vals               |
|                      | Brenner (Südtirol)                          | Pfitsch (Südtirol) |

## Geschichte
Schon seit der Römerzeit ist Gries eine wichtige Station vor dem Pass, auf dem Weg in den Süden.
Die Örtlichkeit ist 1305 als Griez ersturkundlich genannt. Er kommt aus dem Mittelhochdeutschen und bedeutet ‚sandige Uferlandschaft‘. Im Mittelalter war auch der Flurname niederer Berg üblich, in Referenz zu Obernberg am Brenner.
Viele bekannte historische Persönlichkeiten machten auf ihrem Weg über die Alpen hier Rast, wie Karl der Große, Albrecht Dürer, Johann Wolfgang von Goethe und Wolfgang Amadeus Mozart. Seit der Fertigstellung der Brennerautobahn führt der Transitverkehr nicht mehr durch das Dorf, und Gries ist ein eher ruhiger Ferienort ohne Massentourismus geworden. Die Straßengasthöfe bestehen hier teils schon seit Jahrhunderten.

### Bevölkerungsentwicklung
EinwohnerJahr7008009001000110012001300140015001860189019201950198020102040EinwohnerEinwohnerentwicklung von Gries am Brenner

## Kultur und Sehenswürdigkeiten

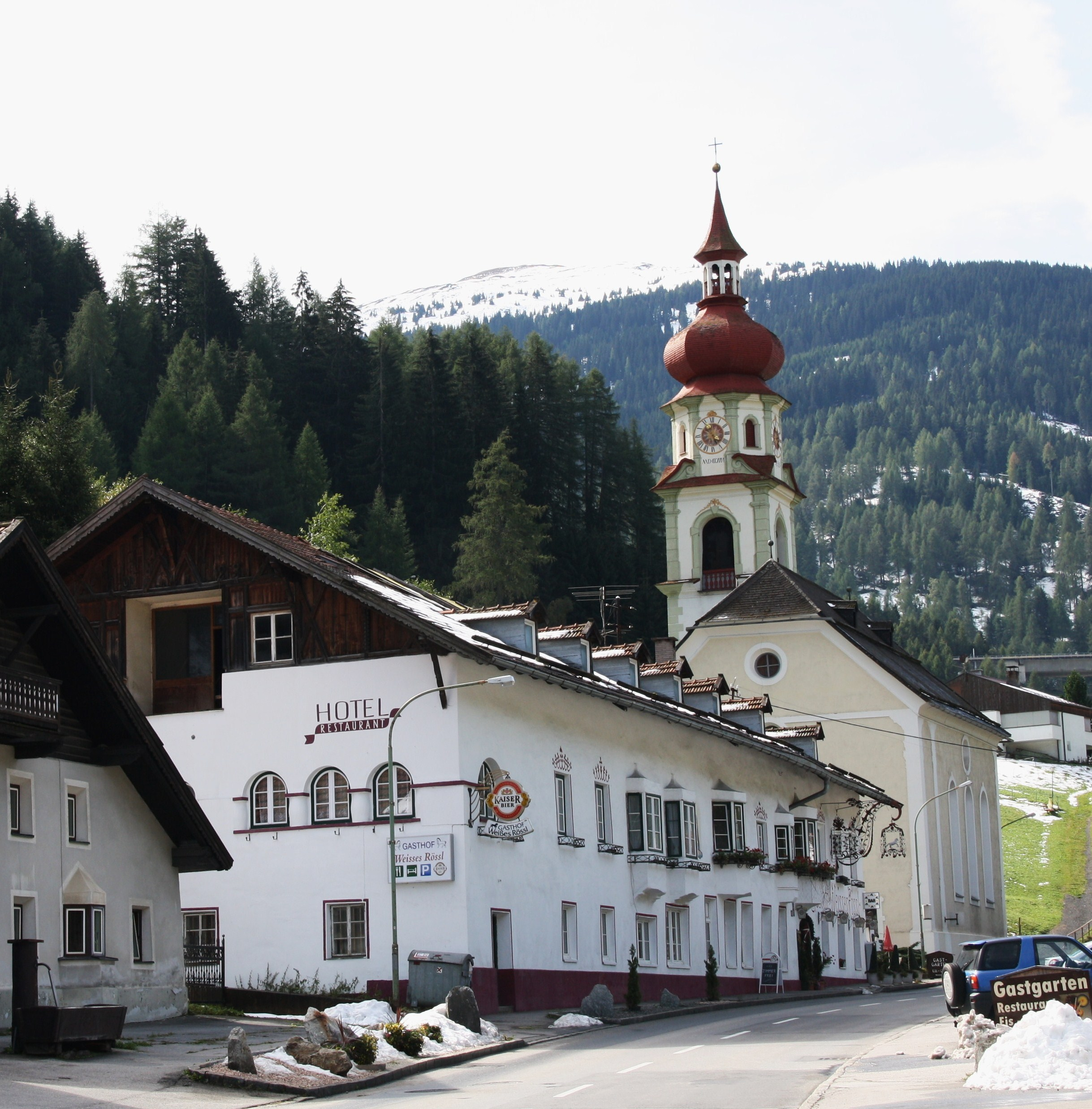
Pfarrkirche Gries am Brenner

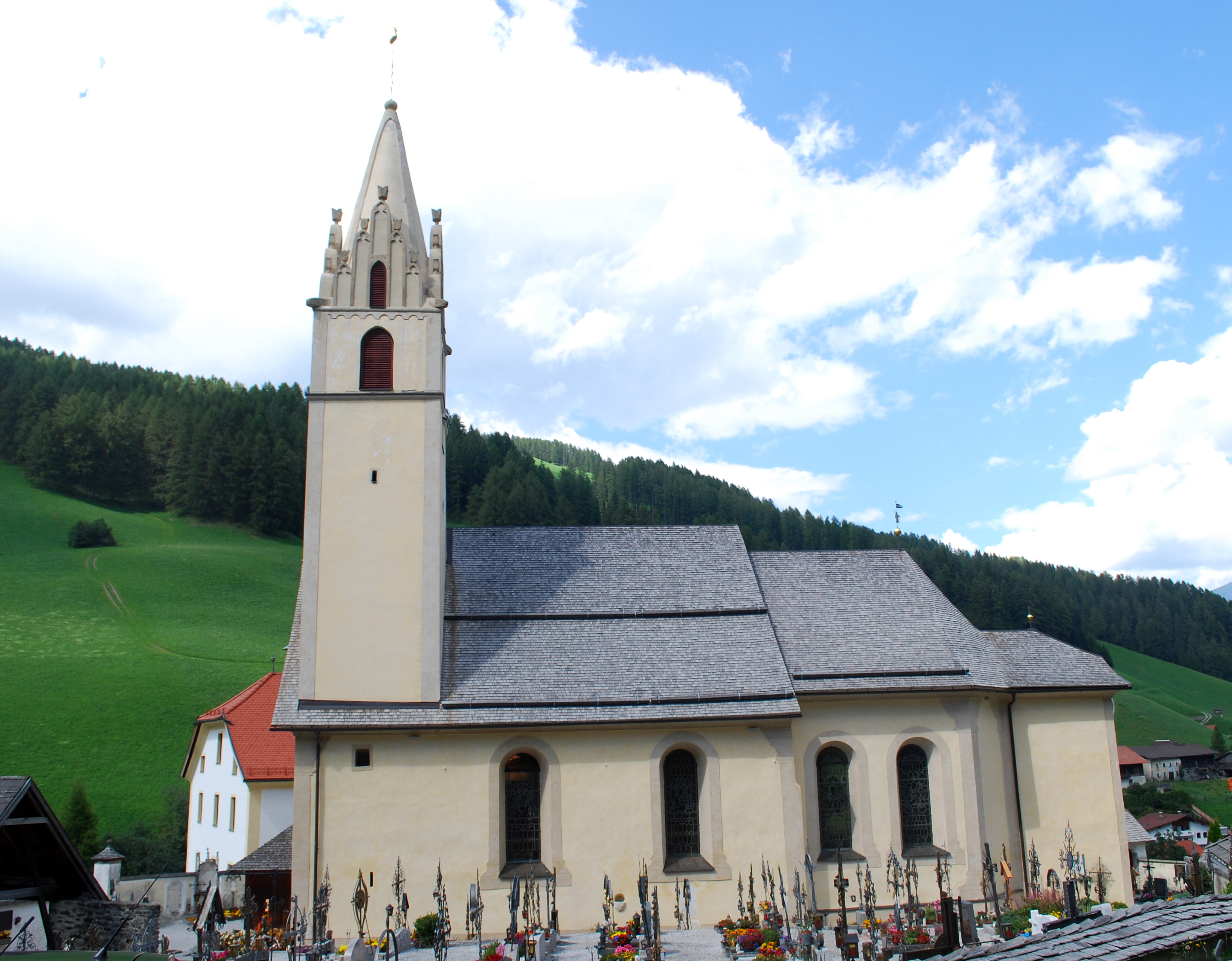
Pfarrkirche Vinaders

### Bauwerke
- Burg Lueg am Brenner
- ehemaliges Gasthaus Weißes Rössl
- Katholische Pfarrkirche Gries am Brenner Mariä Heimsuchung
- Katholische Pfarrkirche Vinaders hl. Leonhard

### Brauchtum
- Sehenswert ist der Almauf- und Abtrieb.

### Vereine
- Musikkapelle Gries am Brenner[2]

## Wirtschaft und Infrastruktur

### Wirtschaftssektoren
Von den 71 landwirtschaftlichen Betrieben des Jahres 2010 wurden 25 im Haupt-, 36 im Nebenerwerb und je 5 von Personengemeinschaften und juristischen Personen geführt. Diese letzten 5 bewirtschafteten beinahe die Hälfte der Flächen. Im Produktionssektor arbeiteten 23 Erwerbstätige in der Bauwirtschaft, 20 im Bergbau und 6 im Bereich Herstellung von Waren. Die größten Arbeitgeber des Dienstleistungssektors waren die Bereiche Beherbergung und Gastronomie (62), soziale und öffentliche Dienste (60) und der Handel (53 Mitarbeiter).
| Wirtschaftssektor            | Anzahl Betriebe | Anzahl Betriebe | Erwerbstätige | Erwerbstätige |
| Wirtschaftssektor            | 2011            | 2001            | 2011          | 2001          |
| ---------------------------- | --------------- | --------------- | ------------- | ------------- |
| Land- und Forstwirtschaft 1) | 71              | 89              | 49            | 42            |
| Produktion                   | 14              | 12              | 49            | 63            |
| Dienstleistung               | 59              | 57              | 220           | 305           |

1) Betriebe mit Fläche in den Jahren 2010 und 1999

### Arbeitsmarkt, Pendeln
Im Jahr 2011 lebten 644 Erwerbstätige in Gries am Brenner. Davon arbeiteten 179 in der Gemeinde, mehr als siebzig Prozent pendelten aus, blieben aber größtenteils im Bezirk.

### Tourismus
Die Brennerberge sind als Skitouren- und Wandergebiet beliebt. Am 2115 m hohen Grenzberg Sattelberg befand sich bei der Sattelbergalm ein Skigebiet. Der Liftbetrieb wurde 2006 eingestellt.
Im Sommer steht eher das Wandern auf der Tagesordnung, außerdem ist Urlaub auf dem Bauernhof im Angebot. Und der zuständige Tourismusverband Wipptal wirbt mit Mountainbiking.
Die Anzahl der Übernachtungen stieg von 34.000 im Jahr 2011 auf 44.000 im Jahr 2019, sank im COVID-Jahr 2020 auf 21.000.

### Bildung

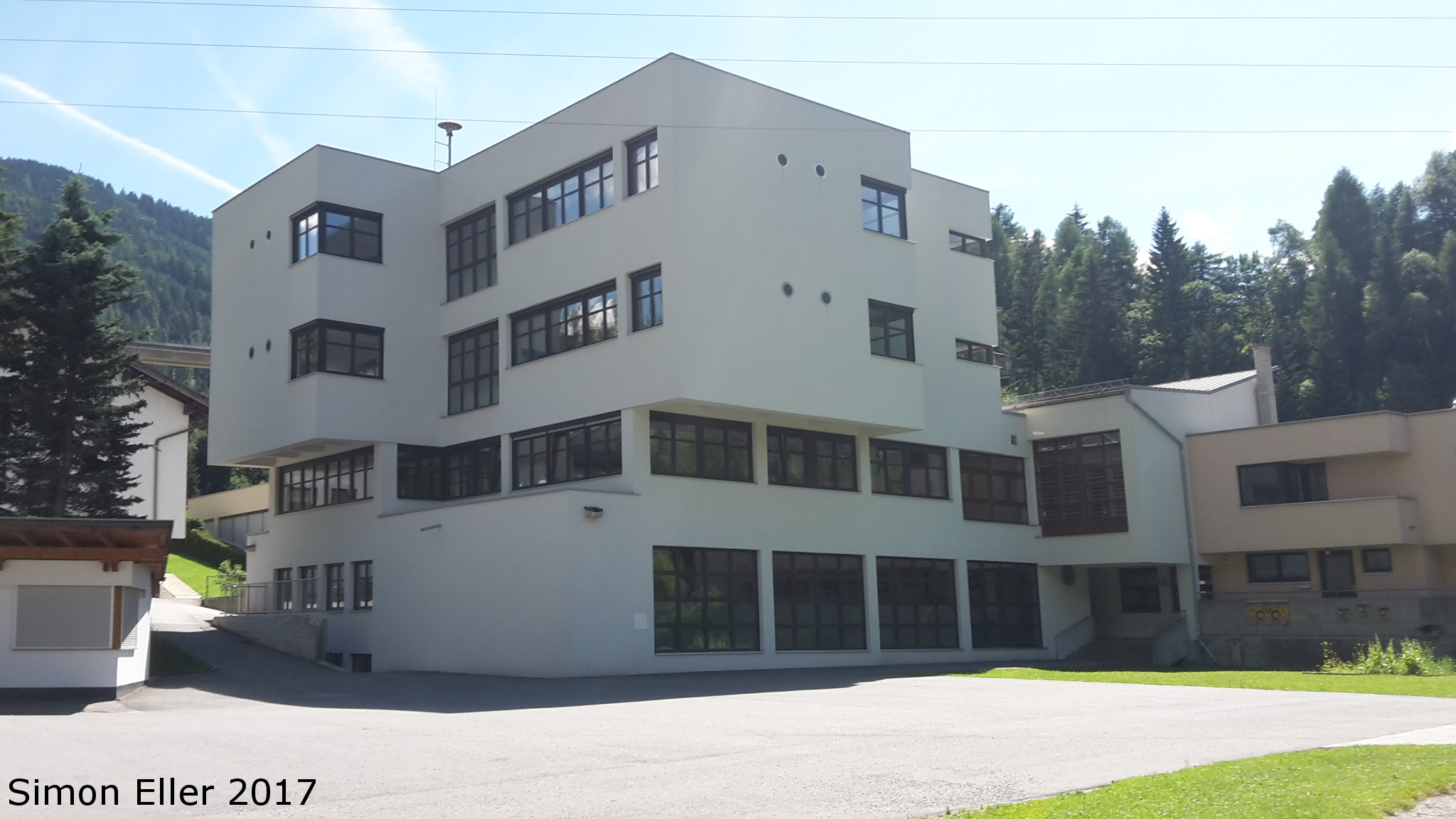
Mittelschule Gries am Brenner

- Mittelschule Gries am Brenner

## Politik
Die letzten Bürgermeisterwahlen fanden gleichzeitig mit den Gemeinderatswahlen am 27. Februar 2022 statt.
Karl Mühlsteiger wurde im ersten Wahlgang (mit 55,36 %) zum Bürgermeister gewählt.
| Partei                                                           | Prozent | Stimmen | Sitze im Gemeinderat | Koppelung |
| ---------------------------------------------------------------- | ------- | ------- | -------------------- | --------- |
| Offene Gemeindeliste Bürgermeister Karl Mühlsteiger – OGL BGM KM | 54,31 % | 422     | 7                    |           |
| TEAM KUGLER ANDREA - KUGLERIN                                    | 45,69 % | 355     | 6                    |           |

### Bürgermeister
- 1956–1980 Jakob Strickner
- 1980–1992 Andreas Hörtnagl
- 1992–2010 Wilhelm Schöpfer (Offene Gemeindeliste)
- seit 2010 Karl Mühlsteiger (Offene Gemeindeliste Karl Mühlsteiger)[11]

### Wappen
Blasonierung: Auf goldenem Schild drei schwarze, dreifach gezinnte, anstoßende Türme, zwei in der oberen, einer in der Mitte der unteren Schildhälfte.
Das 1973 verliehene Gemeindewappen symbolisiert mit den drei Türmen die für die Sicherung der Brennerstraße wichtige Befestigungsanlage am Lueg mit den Vorwerken am Schloßögg und beim Morhäusl und verdeutlicht damit die wichtige Rolle des Brennerverkehrs für Gries. Zugleich erinnert die Dreizahl an die drei Riegate Nösslach, Ritten und Vinaders, die 1811 zur Gemeinde Gries zusammengezogen wurden.

## Persönlichkeiten

### Ehrenbürger der Gemeinde
- Alois Plattner (1875–1954), Pfarrer und Heimatforscher[14]
- Jakob Strickner (1915–1994), Bürgermeister

### Söhne und Töchter der Gemeinde
- Tobias Moretti (* 1959), Theater- und Filmschauspieler

### Personen mit Bezug zur Gemeinde
- Andreas Hörtnagl (* 1942), Bürgermeister
- Günther Mader (* 1964), Skirennläufer